# إبزيق
خربة إبزيق قرية فلسطينية من قرى الضفة الغربية وتتبع محافظة طوباس. وقعت تحت الاحتلال الإسرائيلي بعد حرب 1967.

## التاريخ
يحتوي الموقع السفلي على فخاريات من العصر البيزنطي والعصر الإسلامي المبكر، ويبدو أنه كان في العصر البيزنطي متزامنًا مع الموقع العلوييحتوي الموقع العلوي، الذي يُشار إليه أحيانًا باسم خربة إبزيك، على مجموعة متنوعة من شظايا الفخار التي تعود إلى العصر الحديدي وحتى العصور الوسطىبما في ذلك العصر البيزنطي.

### الدولة العثمانية
في عام 1882، لاحظ مسح صندوق استكشاف فلسطين لخربة إبزيق أنها من الواضح أنه موقع قديم، مع آثار وخزانات وكهوف، وهناك مقام في الآثار المقدسة للشيخ حزكين.

### النكسة
وقعت تحت الاحتلال الإسرائيلي بعد حرب 1967.

### السلطة الفلسطينية
بعد توقيع اتفاقيات أوسلو عام 1993، وإنشاء السلطة الوطنية الفلسطينية عام 1994، تم ضم القرية إداريًا ضمن منطقة طوباس.

## خربة إبزيق تحت الاحتلال

### التعليم
يوجد في القرية 49 طفلاً في سن المدرسة، لذلك زود الاتحاد الأوروبي القرية بغرفتين دراسيتين جاهزتين لتلبية احتياجاتهم من الصف الأول إلى الصف السادس، لكن جيش الاحتلال الإسرائيلي قام بتفكيك الغرفتين في أكتوبر 2018 وأعلن في مايو من 2019 أنه يعتزم بيع المواد المصادرة في مزاد علني في يونيو 2019طالب الاتحاد الأوروبي بإعادة المواد المُصادرة إلى المستفيدين أو تعويضهم، كما ذكرت أن الإجراء الإسرائيلي كان بمثابة ضرر مالي للمانحين بقيمة 15,320 يورو، ويعترف الاتحاد الأوروبي بأن هذه الهياكل غير قانونية بموجب القانون الإسرائيلي، لكنه يدافع عن انتهاكها لهذا التشريع المحلي في إطار ما هو مسموح به في القانون الدولي، كما أعرب الاتحاد الأوروبي عن قلقه من احتمال قيام المستوطنين بشراء مواد البناء في المزاد العلني، وطالبت إما بإعادة المواد إلى المستفيدين أو بتعويضهم. وعرضت إسرائيل استعادة المواد قبل طرحها في المزاد إذا وافق الاتحاد الأوروبي على عدم إقامتها مرة أخرى في انتهاك لقوانينه، وهو الاقتراح الذي رفضه الاتحاد الأوروبي.

### البناء
إبزيق، هي واحدة من الخرب الفلسطينية التي تقع على الشريط الشفاغوري، ضمن مناطق ج، حسب اتفاقية أوسلو عام 1993، وتقدر مساحتها بـ45 ألف دونم، معظمها للزراعة الحقلية. في 26 مارس 2020 ، صادرت إسرائيل موادًا للبناء من القرية، كان بعضها مخصص لحالة الطوارئ لإنشاء عيادة لمرضى فيروس كوروناوبحسب الأرقام الواردة في إحصائية عن مركز أبحاث الأرض، قام الاحتلال الإسرائيلي خلال العام الماضي بإخطار 30 مسكنا، و 126 منشأة في محافظة طوباس، تحت بند وقف العمل في البناء. وعندما يقدم الفلسطينيون طلبات ترخيص لخيامهم في المناطق الغورية، والشفا غورية، يرفض الاحتلال إعطائهم ترخيص للخيام.

### الزراعة
قامت قوات الاحتلال باقتحام القرية والاتيلاء على جرار زراعي من صاحبه أثناء عمله في القرية، إضافة إلى أن قوات الاحتلال تستمر في ملاحقتها واستيلائها على الجرارات والمركبات الزراعية التي يعتمد عليها السكان بشكل أساسي، ويستخدمونها لفلاحة أراضيهم وتوفير احتياجاتهم والتنقل.